# Boogschieten op de Aziatische Spelen
Boogschieten is een onderdeel van de Aziatische Spelen sinds 1978.

## Medaillespiegel
| Rang | Land           | Goud | Zilver | Brons | Totaal |
| ---- | -------------- | ---- | ------ | ----- | ------ |
| 1    | Zuid-Korea     | 42   | 25     | 16    | 83     |
| 2    | Japan          | 8    | 9      | 8     | 25     |
| 3    | China          | 4    | 9      | 11    | 24     |
| 4    | Chinees Taipei | 3    | 7      | 7     | 17     |
| 5    | India          | 1    | 4      | 5     | 10     |
| 6    | Noord-Korea    | 1    | 2      | 4     | 7      |
| 7    | Iran           | 1    | 0      | 2     | 3      |
| 8    | Indonesië      | 0    | 3      | 2     | 5      |
| 9    | Maleisië       | 0    | 1      | 1     | 2      |
| 10   | Kazachstan     | 0    | 0      | 3     | 3      |
| 11   | Filipijnen     | 0    | 0      | 1     | 1      |

## Medaillewinnaars

### Mannen

#### Individueel recurve
| Jaar | Locatie           | Goud                 | Zilver               | Brons                |
| ---- | ----------------- | -------------------- | -------------------- | -------------------- |
| 1978 | Bangkok           | Ichiro Shimamura     | Yoshiro Miyata       | Izumi Sato           |
| 1982 | New Delhi         | Hiroshi Yamamoto     | Kim Young-Woon       | Takayoshi Matsushita |
| 1986 | Seoel             | Takayoshi Matsushita | Yang Chung Hoon      | Koo Ja Chong         |
| 1990 | Peking            | Yang Chung-Hoon      | Takayoshi Matsushita | Kim Sun-Bin          |
| 1994 | Hiroshima         | Park Kyung-Mo        | Chung Jae-Hun        | Wu Tsung Yi          |
| 1998 | Bangkok           | Han Seung-Hoon       | Kim Kyung-Ho         | Wataru Haraguchi     |
| 2002 | Busan             | Hiroshi Yamamoto     | Yuji Hamano          | Im Dong-Hyun         |
| 2006 | Doha              | Im Dong-Hyun         | Tomokazu Wakino      | Kuo Cheng-Wei        |
| 2010 | Guangzhou         | Kim Woo-Jin          | Tarundeep Rai        | Sung Chia-Chun       |
| 2014 | Incheon           | Oh Jin-Hyek          | Yong Zhiwei          | Kuo Cheng-Wei        |
| 2018 | Jakarta/Palembang | Kim Woo-Jin          | Lee Woo-Seok         | Riau Ega Agatha      |

#### Individueel recurve 30m
| Jaar | Locatie | Goud            | Zilver       | Brons       |
| ---- | ------- | --------------- | ------------ | ----------- |
| 1986 | Seoel   | Yang Chung-Hoon | Koo Ja-Chong | Chun In-Soo |

#### Individueel recurve 50m
| Jaar | Locatie | Goud            | Zilver               | Brons            |
| ---- | ------- | --------------- | -------------------- | ---------------- |
| 1986 | Seoel   | Yang Chung-Hoon | Takayoshi Matsushita | Hiroshi Yamamoto |

#### Individueel recurve 70m
| Jaar | Locatie | Goud            | Zilver       | Brons       |
| ---- | ------- | --------------- | ------------ | ----------- |
| 1986 | Seoel   | Yang Chung-Hoon | Koo Ja-Chong | Chun In-Soo |

#### Individueel recurve 90m
| Jaar | Locatie | Goud                 | Zilver       | Brons       |
| ---- | ------- | -------------------- | ------------ | ----------- |
| 1986 | Seoel   | Takayoshi Matsushita | Koo Ja Chong | Chun In Soo |

#### Team recurve
| Jaar | Locatie           | Goud | Zilver | Brons |
| ---- | ----------------- | ---- | ------ | ----- |
| 1978 | Bangkok           | JPN  | CHN    | INA   |
| 1982 | New Delhi         | KOR  | INA    | CHN   |
| 1986 | Seoel             | KOR  | JPN    | CHN   |
| 1990 | Peking            | KOR  | JPN    | TPE   |
| 1994 | Hiroshima         | KOR  | JPN    | KAZ   |
| 1998 | Bangkok           | KOR  | TPE    | CHN   |
| 2002 | Busan             | KOR  | TPE    | KAZ   |
| 2006 | Doha              | KOR  | TPE    | IND   |
| 2010 | Guangzhou         | KOR  | CHN    | IND   |
| 2014 | Incheon           | CHN  | MAS    | KOR   |
| 2018 | Jakarta/Palembang | TPE  | KOR    | CHN   |

#### Individueel compound
| Jaar | Locatie | Goud          | Zilver         | Brons          |
| ---- | ------- | ------------- | -------------- | -------------- |
| 2014 | Incheon | Esmaeil Ebadi | Abhishek Verma | Paul Dela Cruz |

#### Team compound
| Jaar | Locatie           | Goud | Zilver | Brons |
| ---- | ----------------- | ---- | ------ | ----- |
| 2014 | Incheon           | IND  | KOR    | IRI   |
| 2018 | Jakarta/Palembang | KOR  | IND    | MAS   |

### Vrouwen

#### Individueel recurve
| Jaar | Locatie           | Goud           | Zilver              | Brons           |
| ---- | ----------------- | -------------- | ------------------- | --------------- |
| 1978 | Bangkok           | Kim Jin-Ho     | Yuriko Goto         | Kim Hyang-Mi    |
| 1982 | New Delhi         | O Gwang Sun    | Kim Jin-Ho          | Kim Mi-Young    |
| 1986 | Seoel             | Park Jung-Ah   | Kim Jin-Ho          | Kim Mi-Ja       |
| 1990 | Peking            | Lee Jang-Mi    | Lee Eun-Kyung       | Kim Soo-Nyung   |
| 1994 | Hiroshima         | Lee Eun-Kyung  | Lim Jung-Ah         | Han Hee-Jeong   |
| 1998 | Bangkok           | Kim Jo-Sun     | Lee Eun-Kyung       | Lin Sang        |
| 2002 | Busan             | Yuan Shu Chi   | Kim Mun-Jeong       | Yun Mi-Jin      |
| 2006 | Doha              | Park Sung-Hyun | Yun Ok-Hee          | Zhao Ling       |
| 2010 | Guangzhou         | Yun Ok-Hee     | Cheng Ming          | Kwon Un-Sil     |
| 2014 | Incheon           | Jung Dasomi    | Chang Hye-Jin       | Xu Jing         |
| 2018 | Jakarta/Palembang | Zhang Xinyan   | Diananda Choirunisa | Kang Chae-Young |

#### Individueel recurve 30m
| Year | Location | Gold       | Silver       | Bronze    |
| ---- | -------- | ---------- | ------------ | --------- |
| 1986 | Seoel    | Kim Jin-Ho | Park Jung-Ah | Kim Mi-Ja |

#### Individueel recurve 50m
| Jaar | Locatie | Goud         | Zilver    | Brons       |
| ---- | ------- | ------------ | --------- | ----------- |
| 1986 | Seoel   | Park Jung-Ah | Kim Mi-Ja | Ma Xiangjun |

#### Individueel recurve 60m
| Jaar | Locatie | Goud       | Zilver       | Brons        |
| ---- | ------- | ---------- | ------------ | ------------ |
| 1986 | Seoel   | Kim Jin-Ho | Park Jung-Ah | Akiko Kodama |

#### Individueel recurve 70m
| Jaar | Locatie | Goud        | Zilver     | Brons        |
| ---- | ------- | ----------- | ---------- | ------------ |
| 1986 | Seoel   | Ma Xiangjun | Kim Jin Ho | Park Jung Ah |

#### Team recurve
| Jaar | Locatie           | Goud | Zilver | Brons |
| ---- | ----------------- | ---- | ------ | ----- |
| 1978 | Bangkok           | JPN  | KOR    | PRK   |
| 1982 | New Delhi         | KOR  | PRK    | CHN   |
| 1986 | Seoel             | KOR  | CHN    | JPN   |
| 1990 | Peking            | KOR  | TPE    | PRK   |
| 1994 | Hiroshima         | CHN  | INA    | KOR   |
| 1998 | Bangkok           | KOR  | CHN    | KAZ   |
| 2002 | Busan             | KOR  | TPE    | CHN   |
| 2006 | Doha              | KOR  | CHN    | TPE   |
| 2010 | Gangzhou          | KOR  | CHN    | IND   |
| 2014 | Incheon           | KOR  | CHN    | JPN   |
| 2018 | Jakarta/Palembang | KOR  | TPE    | JPN   |

#### Individueel compound
| Jaar | Locatie | Goud        | Zilver       | Brons      |
| ---- | ------- | ----------- | ------------ | ---------- |
| 2014 | Incheon | Choi Bo-Min | Seok Ji-Hyun | Trisha Deb |

#### Team compound
| Jaar | Locatie           | Goud | Zilver | Brons |
| ---- | ----------------- | ---- | ------ | ----- |
| 2014 | Incheon           | KOR  | TPE    | IND   |
| 2018 | Jakarta/Palembang | KOR  | IND    | TPE   |

Bangkok 1978 ·
New Delhi 1982 · 
Seoel 1986 · 
Peking 1990 · 
Hiroshima 1994 · 
Bangkok 1998 · 
Busan 2002 · 
Doha 2006 · 
Changzhou 2010 ·
Incheon 2014 ·
Jakarta/Palembang 2018
1951 ·
1954 ·
1958 ·
1962 ·
1966 ·
1970 ·
1974 ·
1978 ·
1982 · 
1986 · 
1990 · 
1994 · 
1998 · 
2002 · 
2006 · 
2010 · 
2014 · 
2018 · 
2022